# Hans Siegling
Hans Siegling, född 24 februari 1912 i Gräfenhain, var en tysk polis och Obersturmbannführer i Waffen-SS. Han förde befäl över 30. Waffen-Grenadier-Division der SS (russische Nr. 2) från augusti till december 1944 och för 30. Waffen-Grenadier-Division der SS (weißruthenische Nr. 1) från februari till maj 1945.